# Nothobranchius kadleci
Nothobranchius kadleci is een straalvinnige vissensoort uit de familie van de killivisjes (Nothobranchiidae). De wetenschappelijke naam van de soort is voor het eerst geldig gepubliceerd in 2010 door Reichard.

## Voortplanting en ontwikkeling
De eitjes die de vis legt kunnen soms al na 15 dagen uitkomen. De vissensoort is al na 17 dagen in staat om zich voort te planten en is daarmee het snelst volwassen wordende gewervelde dier ter wereld. De vis groeit met gemiddeld zo'n 2,72 millimeter per dag.